# Marie Bell
Pour les articles homonymes, voir Bellon et Bell.
Marie-Jeanne Bellon-Downey, dite Marie Bell, née le 23 décembre 1900 à Bordeaux (Gironde) et morte le 14 août 1985 à Neuilly-sur-Seine, est une actrice française, sociétaire honoraire de la Comédie-Française.

## Biographie
De père d'origine irlandaise, elle partage son enfance entre Bordeaux et l'Angleterre, où elle apprend la danse. Revenue à Bordeaux, elle entre au conservatoire de la ville, puis rejoint celui de Paris. Elle fait son entrée à la Comédie-Française en 1921.
Dans l'immédiat avant-guerre, reconnue comme « femme française de premier plan », elle devint le prototype de la femme élégante, telle qu'elle l'incarnait dans ses rôles à la fin du muet et au début du cinéma parlant.
Elle a été décorée de la Légion d'honneur par le général de Gaulle pour son rôle courageux dans la Résistance française entre 1940 et 1944. Elle assurait des liaisons, renseignait sur les activités de l'occupant, spécialement sur ses organismes de propagande, et hébergeait chez elle des patriotes menacés.
Elle est inhumée au cimetière de Monaco (non loin de Joséphine Baker), auprès de Jean Chevrier (1915-1975) qu'elle avait épousé en 1953.

### Au théâtre et au cinéma
Actrice reconnue tant à la Comédie française qu'au cinéma muet dans les années 1920, elle se fait remarquer dans des rôles d'élégante à la fin du muet et du début du cinéma parlant. Ce sera le cas de ses rôles dans L'Homme à l'Hispano (1933) de Jean Epstein, Le Grand Jeu de Jacques Feyder (1934) et Un carnet de bal de Julien Duvivier (1937).
Elle sera également une remarquable comtesse Ferraud dans Le Colonel Chabert (1943), l'adaptation à l'écran du célèbre roman de Balzac par René Le Hénaff. Mais elle est encore plus connue pour son travail classique. Son interprétation du rôle de Phèdre a marqué l'histoire du théâtre : « Voir Marie Bell dans Phèdre est une chance unique pour quiconque veut savoir ce qu'est le génie français » (André Malraux).
En 1935, Marie Bell devient directrice du théâtre des Ambassadeurs. De 1962 jusqu'à sa mort en 1985, elle dirige le théâtre du Gymnase à Paris. Celui-ci est rebaptisé en son honneur en 1985 pour rendre hommage à sa carrière d'actrice de théâtre reconnue et de metteur en scène.
Bien qu'elle fût une grande actrice classique, elle ne craignait pas d'accueillir dans son théâtre des pièces d'avant-garde, Jean Genet en particulier. Elle fut membre du jury du Festival de Cannes en 1969.

## Filmographie
- 1922 : Molière, sa vie, son œuvre de Jacques de Féraudy
- 1924 : Paris de René Hervil
- 1928 : La Valse de l'adieu d'Henry Roussell
- 1928 : Madame Récamier de Gaston Ravel et Tony Lekain
- 1929 : Figaro de Gaston Ravel et Tony Lekain
- 1930 : La nuit est à nous de Carl Froelich et Henry Roussell : Bettine de Barsac
- 1930 : La Folle Aventure de Carl Froelich et André-Paul Antoine : Nelly Irwin
- 1931 : L'Homme qui assassina de Curtis Bernhardt et Jean Tarride : Lady Falkland
- 1931 : Le Joker d'Erich Waschneck
- 1931 : La Chance de René Guissart : Tania Balieff
- 1933 : L'Homme à l'Hispano de Jean Epstein : Stéphane Oswill
- 1933 : Caprice de princesse de Karl Hartl et Henri-Georges Clouzot : Isabelle
- 1934 : Poliche d'Abel Gance
- 1934 : Le Grand Jeu de Jacques Feyder : Florence / Irma
- 1934 : Un soir à la Comédie-Française - court métrage - de Léonce Perret
- 1934 : Fédora de Louis Gasnier
- 1935 : Sous la terreur de Marcel Cravenne et Giovacchino Forzano : la comtesse Anne-Marie de Beaulieu
- 1935 : Fiordalisi d'oro - version italienne du film précédent - de Fosco Giachetti
- 1935 : Le Roman d'un jeune homme pauvre d'Abel Gance
- 1935 : Quand minuit sonnera de Léo Joannon : Mattia
- 1936 : La Tentation de Pierre Caron
- 1936 : Pantins d'amour de Walter Kapps
- 1936 : Les Demi-vierges de Pierre Caron
- 1936 : Blanchette de Pierre Caron
- 1936 : La Garçonne de Jean de Limur : Monique Lerbier - la garçonne
- 1937 : Un carnet de bal de Julien Duvivier : Christine Sugere
- 1938 : La Glu de Jean Choux : Fernande dite La Glu
- 1938 : Légions d'honneur de Maurice Gleize : Simone
- 1939 : Noix de coco de Jean Boyer :Caroline
- 1939 : La Charrette fantôme de Julien Duvivier : Sœur Maria
- 1941 : Ceux du ciel d'Yvan Noé : Hélène
- 1942 : Vie privée de Walter Kapps : Florence
- 1943 : Le Colonel Chabert de René Le Hénaff : la comtesse Rosine Ferraud
- 1964 : La Bonne Soupe de Robert Thomas : Marie-Paule
- 1965 : Sandra (Vaghe stelle dell'Orsa...) de Luchino Visconti : la mère de Sandra
- 1966 : Paradiso, hôtel du libre-échange (Hotel Paradiso) de Peter Glenville : la Grande Antoinette
- 1968 : Phèdre de Pierre Jourdan: Phèdre
- 1973 : Les Volets clos de Jean-Claude Brialy : Aurore
- 1976 : Chantons sous l'Occupation - documentaire - d'André Halimi (apparition)

## Théâtre

### Comédie-Française
- Entrée à la Comédie-Française en 1921
- Sociétaire de 1928 à 1946
- 375e sociétaire
- Sociétaire Honoraire en 1948

- 1922 : L'Amour veille de Gaston Arman de Caillavet et Robert de Flers, Comédie-Française : Solange
- 1923 : Rome vaincue d'Alexandre Parodi, Comédie-Française : Opimia
- 1923 : Oreste de René Berton d'après Iphigénie en Tauride d'Euripide, Comédie-Française : Praxithée
- 1923 : Le Jeune Malade d'André Chénier, Comédie-Française : Daphné
- 1923 : Jean de La Fontaine ou Le Distrait volontaire de Louis Geandreau et Léon Guillot de Saix, Comédie-Française : Armande Béjart
- 1924 : Le Tombeau sous l'arc de triomphe de Paul Raynal, Comédie-Française : Aude
- 1924 : Le Rez-de-chaussée de Julien Berr de Turrique, Comédie-Française : Fanny de Bréval
- 1924 : La Dépositaire d'Edmond Sée, Comédie-Française au Théâtre de l'Odéon : Mme Hébertal
- 1924 : Louison d'Alfred de Musset, Comédie-Française : la duchesse
- 1924 : Œdipe à Colone de Sophocle, Comédie-Française : Antigone
- 1924 : Quitte pour la peur (pièce reprise en mars 1936) d'Alfred de Vigny, Comédie-Française : duchesse
- 1924 : Le Vieil Homme de Georges de Porto-Riche, Comédie-Française : Catherine Prat
- 1925 : Les Corbeaux d'Henry Becque, Comédie-Française : Marie
- 1925 : Esther de Racine, Comédie-Française : une Israélite
- 1925 : La Nuit des amants de Maurice Rostand, Comédie-Française : la femme qui s'en va
- 1925 : Fantasio d'Alfred de Musset, Comédie-Française : Elsbeth
- 1926 : Carmosine d'Alfred de Musset, mise en scène Pierre Fresnay : Carmosine
- 1926 : À quoi rêvent les jeunes filles d'Alfred de Musset, mise en scène Charles Granval : Ninette
- 1929 : Le Marchand de Paris d'Edmond Fleg, Comédie-Française : Fernande Rosègue
- 1929 : La Belle Marinière de Marcel Achard, Comédie-Française : Marinette
- 1934 : Andromaque de Racine, mise en scène Raphaël Duflos, Comédie-Française : Hermione
- 1936 : Le Misanthrope de Molière, mise en scène Jacques Copeau : Célimène
- 1937 : Les affaires sont les affaires d'Octave Mirbeau, mise en scène Fernand Ledoux, Comédie-Française : Germaine Lechat
- 1938 : Esther de Racine, mise en scène Georges Le Roy, Comédie-Française : Esther
- 1938 : Le Menteur de Corneille, mise en scène Marcel Dessonnes, Comédie-Française : Clarice
- 1938 : Iphigénie de Racine, mise en scène Marie Ventura, Comédie-Française : Ériphile
- 1938 : Ruy Blas de Victor Hugo, mise en scène Pierre Dux, Comédie-Française : la Reine
- 1938 : Cyrano de Bergerac d'Edmond Rostand, mise en scène Pierre Dux, Comédie-Française : Roxane
- 1940 : On ne badine pas avec l'amour d'Alfred de Musset, mise en scène Pierre Bertin, Comédie-Française : Camille
- 1940 : Le Carrosse du Saint-Sacrement de Prosper Mérimée, mise en scène Jacques Copeau, Comédie-Française : Camila Périchole
- 1940 : Le Cid de Corneille, mise en scène Jacques Copeau, Comédie-Française : Chimène
- 1941 : Andromaque de Racine, mise en scène Maurice Escande, Comédie-Française : Hermione
- 1941 : Le Misanthrope de Molière : Célimène
- 1942 : Phèdre de Racine, mise en scène Jean-Louis Barrault, Comédie-Française : Phèdre
- 1943 : Vidocq chez Balzac d'Émile Fabre d'après Honoré de Balzac, mise en scène Émile Fabre, Comédie-Française : la Comtesse
- 1943 : Renaud et Armide de Jean Cocteau, mise en scène de l'auteur, Comédie-Française : Armide
- 1943 : Le Soulier de satin de Paul Claudel, mise en scène Jean-Louis Barrault, Comédie-Française : Doña Prouhèze
- 1944 : Esther de Racine, mise en scène Georges Le Roy, Comédie-Française : Esther
- 1944 : Le Bourgeois gentilhomme de Molière, mise en scène Pierre Bertin, Comédie-Française : Dorimène
- 1944 : Le Soulier de satin de Paul Claudel, mise en scène Jean-Louis Barrault, Comédie-Française : Doña Prouhèze
- 1944 : Ruy Blas, Victor Hugo, mise en scène Pierre Dux, Comédie-Française : la Reine
- 1945 : Antoine et Cléopâtre de William Shakespeare, mise en scène Jean-Louis Barrault, Comédie-Française : Cléopatre
- 1945 : Miss Ba de Rudolf Besier, Théâtre des Célestins : Miss Ba
- 1946 : Le Secret d'Henry Bernstein, mise en scène Pierre Dux, Théâtre des Ambassadeurs
- 1947 : Thérèse Raquin d'Émile Zola, mise en scène Jean Meyer, Théâtre des Célestins
- 1947 : Phèdre de Racine, mise en scène Jean-Louis Barrault, Théâtre des Célestins : Phèdre
- 1947 : Passage du malin de François Mauriac, mise en scène Jean Meyer, Théâtre de la Madeleine
- 1949 : Phèdre de Racine, mise en scène Jean-Louis Barrault, Comédie-Française : Phèdre
- 1949 : Jeanne la Folle de François Aman-Jean, mise en scène Jean Meyer, Comédie-Française au Théâtre de l'Odéon : Jeanne
- 1950 : Le Carrosse du Saint-Sacrement de Prosper Mérimée, mise en scène Jacques Copeau, Comédie-Française Aldwych Theatre Londres : Camila Périchole
- 1950 : Phèdre de Racine, mise en scène Jean-Louis Barrault, Comédie-Française : Phèdre
- 1950 : La Robe rouge d'Eugène Brieux, mise en scène Jean Meyer, Comédie-Française au Théâtre de l'Odéon : Yanetta
- 1951 : Le Soulier de satin de Paul Claudel, mise en scène Jean-Louis Barrault, Théâtre des Célestins : Doña Prouhèze
- 1952 : Britannicus de Racine, mise en scène Jean Marais, Comédie-Française : Agrippine
- 1952 : Antoine et Cléopâtre de William Shakespeare, mise en scène Jean-Louis Barrault, Théâtre des Célestins : Cléopatre
- 1953 : Britannicus de Racine, mise en scène Jean Marais, Comédie-Française : Agrippine
- 1953 : Bérénice de Racine, mise en scène Julien Bertheau, Théâtre des Célestins
- 1955 : Bérénice de Racine, mise en scène Jean-Louis Barrault, Théâtre Marigny : Bérénice
- 1955 : L'Orestie d'Eschyle, mise en scène Jean-Louis Barrault, Festival de Bordeaux, Théâtre Marigny : Clytemnestre
- 1956 : Bérénice de Racine, mise en scène Jean-Louis Barrault, Théâtre des Célestins : Bérénice

### Hors Comédie-Française
- 1946 : Le Secret d'Henry Bernstein, mise en scène Pierre Dux, Théâtre des Ambassadeurs
- 1958 : La Bonne Soupe de Félicien Marceau, mise en scène André Barsacq, Théâtre du Gymnase : Marie-Paule
- 1960 : Le Balcon de Jean Genet, mise en scène Peter Brook, Théâtre du Gymnase : Irma
- 1960 : La Voleuse de Londres de Georges Neveux, mise en scène Raymond Gérôme, Théâtre du Gymnase : Pamela
- 1960 : Bérénice de Racine, mise en scène André Barsacq, Théâtre du Gymnase : Bérénice
- 1961 : Les Violons parfois de Françoise Sagan, mise en scène Jérôme Kitty, Théâtre du Gymnase : Charlotte
- 1962 : Phèdre de Racine, mise en scène Raymond Gérôme, Théâtre du Gymnase : Phèdre
- 1963 : Bérénice de Jean Racine, mise en scène André Barsacq, Théâtre du Gymnase : Bérénice
- 1963 : Phèdre de Racine, mise en scène Raymond Gérôme, Grand Théâtre de Genève : Phèdre
- 1965 : Phèdre de Racine, mise en scène Raymond Gérôme, Théâtre du Gymnase : Phèdre
- 1965 : Madame Princesse de Félicien Marceau, mise en scène de l'auteur Théâtre du Gymnase : Madame Princesse
- 1966 : Madame Princesse de Félicien Marceau, mise en scène de l'auteur Théâtre des Célestins : Madame Princesse
- 1968 : Les Yeux crevés de Jean Cau, mise en scène Raymond Rouleau, Théâtre du Gymnase
- 1975 : Ne coupez pas mes arbres de William Douglas Homes, mise en scène de Jacques Charon, Théâtre du Gymnase : Lady Sheila Belmont